# Reprezentacja Grenlandii w piłce ręcznej kobiet
Reprezentacja Grenlandii w piłce ręcznej kobiet – zespół piłkarek ręcznych Grenlandii reprezentujący ją w rozgrywkach międzynarodowych.

## Turnieje

### Udział wmistrzostwach świata
| Rok  | Wynik | Źródło |
| ---- | ----- | ------ |
| 1957 | –     |        |
| 1962 | –     |        |
| 1965 | –     |        |
| 1971 | –     |        |
| 1973 | –     |        |
| 1975 | –     |        |
| 1978 | –     |        |
| 1982 | –     |        |
| 1986 | –     |        |
| 1990 | –     |        |
| 1993 | –     |        |
| 1995 | –     |        |
| 1997 | –     |        |
| 1999 | –     |        |
| 2001 | 24.   |        |
| 2003 | –     |        |
| 2005 | –     |        |
| 2007 | –     |        |
| 2009 | –     |        |
| 2011 | –     |        |
| 2013 | –     |        |
| 2015 | –     |        |
| 2017 | –     |        |
| 2019 | –     |        |
| 2021 | –     |        |
| 2023 | 32.   |        |

### Udział wmistrzostwach Ameryki
| Rok  | Wynik | Źródło |
| ---- | ----- | ------ |
| 1986 | –     |        |
| 1989 | –     |        |
| 1991 | –     |        |
| 1997 | –     |        |
| 1999 | 5.    |        |
| 2000 | 3.    |        |
| 2003 | –     |        |
| 2005 | –     |        |
| 2007 | –     |        |
| 2009 | –     |        |
| 2011 | –     |        |
| 2013 | –     |        |
| 2015 | 6.    |        |
| 2017 | –     |        |

### Udział wmistrzostwach Ameryki Północnej
| Rok  | Wynik | Źródło |
| ---- | ----- | ------ |
| 2019 | 3.    |        |
| 2021 | 2.    |        |
| 2023 | 1.    |        |